# Teodoro Duclère

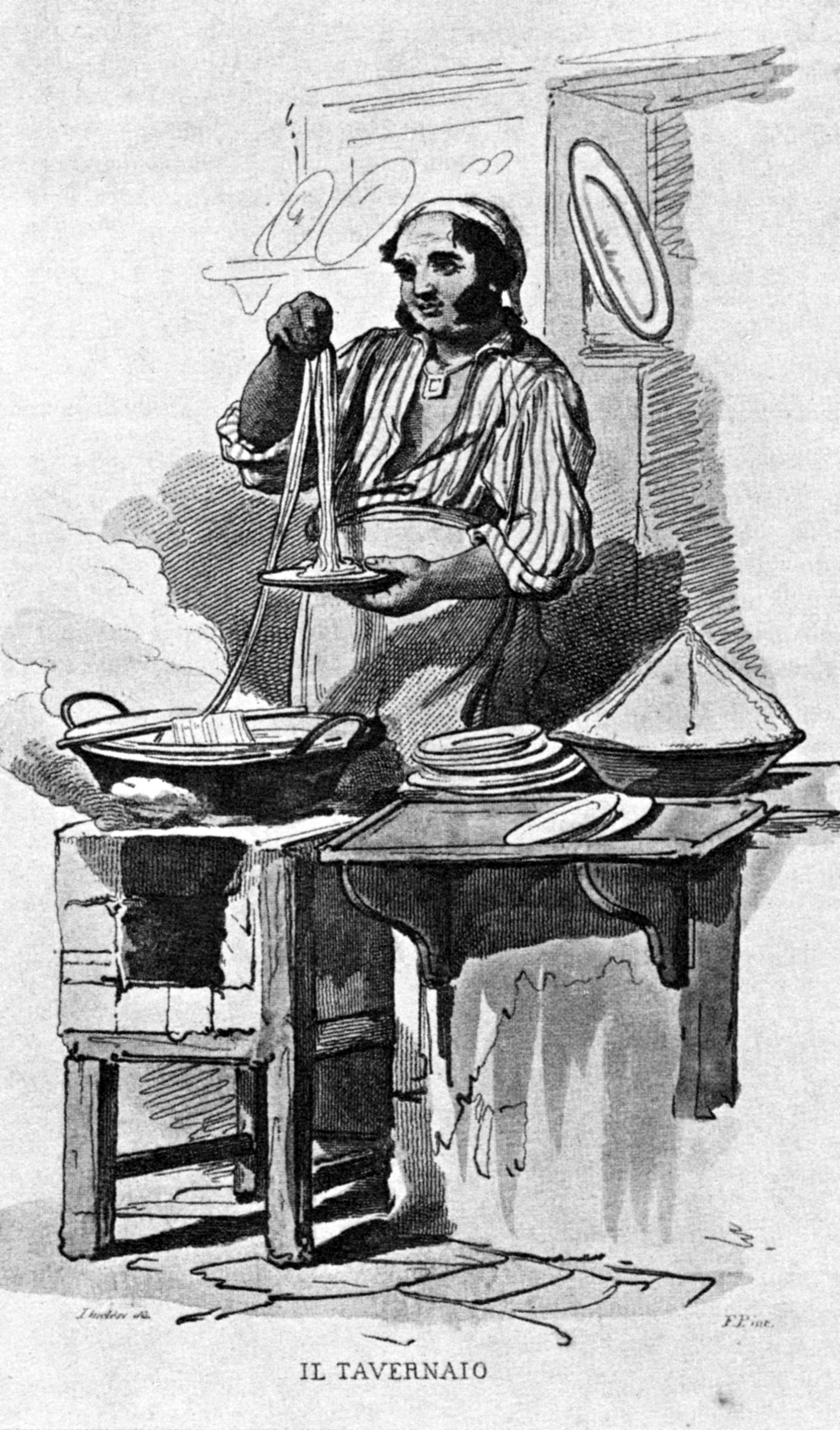
Lithographie tirée d'un dessin de Teodoro Duclère intitulé Il tavernaio.

Teodoro Duclère (né le 24 mai 1812 et mort en 1869) est un peintre de paysages et un dessinateur italien actif à Naples.

## Biographie
Né de parents français à Naples, Teodoro Duclère fit partie de la Scuola di Posillipo, fondée par Anton Sminck Pitloo, qui devint son beau-père. Teodoro Duclère fut un proche de Giacinto Gigante.